# سراج عمر
 سراج عمر موسيقي سعودي بدأ مشواره في الستينات عندما غنى له محمد عبده عام 1966م أغنية ياحبيبي انستنا، وبعد ذلك مع طلال مداح والذي شكّلا بعدها ثنائيا متجانسا، وهو عضو مؤسس في اتحاد الفنانين العرب وأول عضو سعودي سجلته جمعية المؤلفين والملحنين في باريس وعضو في (المجمع العربي للموسيقى)، كما يعتبر سراج عمر صاحب أول أوبريت وطني من ألحانه يدخل دار الثقافات العالم في فرنسا وهو أوبريت التوحيد للمهرجان الوطني للجنادرية عام 1994م من كلمات خالد الفيصل وأداء محمد عبده، طلال مداح، عبد المجيد عبد الله ، راشد الماجد، عبد الله رشاد.كذلك قام بإعادة توزيع النشيد الوطني السعودي بالآلات النحاسية العسكرية. عانى من متاعب صحية لازمته طويلاً فأثرت على نشاطه وساهمت في غيابه.

## عضويات
عضويات سراج عمر:
- عضوية في جمعية المؤلفين والملحنين في باريس.
- عضوية دائمة في لجان تحكيم مهرجانات الموسيقية العربية.
- عضوية في مجلس إدارة الجمعية العربية السعودية للثقافة والفنون.
- عضوية في لجنة التحكيم للمسابقة الغنائية للمرأة في مهرجان دبي للتسوق ١٩٩٩م.
- عضوية في لجنة التحكيم في نشاطات دار الاوبرا المصرية.
- عضوية في لجنة المسابقات الدولية المقامة على هامش مهرجان مؤتمر الموسيقى العربية بالقاهرة.

## مناصب
مناصب سراج عمر:
- ممثل الموسيقيين في اتحاد الفنانين العرب بالقاهرة.
- نائب الأمين العام وعضو مؤسس في اتحاد الموسيقيين العرب
- مندوب المملكة العربية السعودية في المجمع الموسيقي العربي
- أول عضو سعودي في جمعية المؤلفين والملحنين في باريس
- ممثل النقابة الفنية السعودية في دول الخارج

## أبرز ألحانه

### طلال مداح
- مقادير لمحمد بن عبد الله الفيصل آل سعود
- كلمني عن الهوى لمحمد بن عبد الله الفيصل آل سعود
- أغراب لمحمد بن عبد الله الفيصل آل سعود
- أنادي لمحمد بن عبد الله الفيصل آل سعود
- الموعد الثاني لبدر بن عبد المحسن بن عبد العزيز آل سعود
- الله يرد خطاك لبدر بن عبد المحسن بن عبد العزيز آل سعود
- العشق لبدر بن عبد المحسن بن عبد العزيز آل سعود
- الاختيار لبدر بن عبد المحسن بن عبد العزيز آل سعود
- وعدتيني لبدر بن عبد المحسن بن عبد العزيز آل سعود
- غربة وليل لبدر بن عبد المحسن بن عبد العزيز آل سعود
- ما أطولك ليل لبدر بن عبد المحسن بن عبد العزيز آل سعود
- ما تقول لنا صاحب لعبد الغني بنونه

### محمد عبده
- مرتني الدنيا لبدر بن عبد المحسن بن عبد العزيز آل سعود
- يا حبيبي آنستنا
- حدثينا ي اروابي نجد لـ بدر بن عبد المحسن

### عبد المجيد عبد الله
- تخيل لبدر بن عبد المحسن بن عبد العزيز آل سعود
- تفداك روحي لبدر بن عبد المحسن بن عبد العزيز آل سعود
- العطش لبدر بن عبد المحسن
- انا ماشير بالفرقا لبدر بن عبد المحسن بن عبد العزيز آل سعود
- غزيل لبدر بن عبد المحسن بن عبد العزيز آل سعود
- آه يالرياض لبدر بن عبد المحسن بن عبد العزيز آل سعود
- دنيا القوي بدر بن عبد المحسن

### عتاب
- يا هلا هذا قمرنا لبدر بن عبد المحسن بن عبد العزيز آل سعود وغناها قبل ذلك طلال مداح.
- من فينا ياهل ترى ليوسف رجب وثريا قابل وغناها قبل ذلك فوزي محسون.
- شبيه الفضة ل محمد علي القثامي

كما لحن الأغنية الوطنية «بلادي بلادي منار الهدى» من كلمات  الشاعر سعيد فياض.

## حرق مكتبته الفنية
قام سراج عمر في شهر محرم من سنة 1430 هـ بجمع كل ما تحتويه مكتبته الفنية من أعمال سمعية وبصرية ومكتوبة وألقاها في مرمى نفايات أمانة مدينة جدة، ونتج عن ذلك اعتزاله للتلحين الموسيقي ما عدا الأعمال الوطنية.

## وفاته
توفي سراج عمر يوم الجمعة 17 جمادى الأولى 1439 هـ الموافق 2 فبراير 2018م، عن عمر يناهز 72 عاماً، في مستشفى الملك فهد للقوات المسلحة في جدة إثر أزمة صحية عانى منها.